# Jennifer Grey
Jennifer Grey (Nova York, 26 de março de 1960) é uma atriz norte-americana. Ela é mais conhecida por seus papéis como Jeanie Bueller em Ferris Bueller's Day Off e Frances "Baby" Houseman em Dirty Dancing, ambos grandes sucessos dos anos 80. Em 2010, Grey foi a vencedora da décima primeira temporada do Dancing with the Stars.

## Biografia
Filha do ator Joel Grey e da cantora Jo Wilder, tem uma carreira marcada por filmes notáveis nos anos 80, sendo o mais famoso, o clássico "Dirty Dancing" (vencedor de um Oscar e um Globo de Ouro de melhor trilha sonora). Casada atualmente com o ator Clark Gregg, tem uma filha chamada Stella.
Sua estréia comercial foi aos 19, em um anúncio para Dr Pepper. Em 1984, a atriz estreou na carreira cinematográfica. trabalhando em três filmes de peso: “Jovens Sem Rumo”(Reckless), com Aidan Quinn e Daryl Hannah; “The Cotton Club”, de Francis Ford Coppola, protagonizado por Richard Gere, e “Amanhecer Violento” (Red Dawn), com Patrick Swayze, Charlie Sheen e C. Thomas Howell. 
Em 1986, ficou conhecida como a irmã implicante de Ferris Bueller em Ferris Bueller's Day Off (Curtindo a vida adoidado (no Brasil ou Rei dos Gazeteiros em Portugal) sendo aquela que se irritava porque ele sempre se dava bem, apesar de aprontar todas. Na época Jennifer estava noiva do astro do filme, Matthew Broderick, que havia sido cortejado por Mia Sara, mas ele a rejeitou.
Mas seu apogeu foi realmente em “Dirty Dancing”(1987), musical estrelado ao lado do galã Patrick Swayze, onde ela interpretou a personagem Frances  “Baby”  Houseman,  foi com “Dirty Dancing” que ela passou a ser mundialmente conhecida.
Em 1990, estrelou ao lado de Rob Lowe o filme para TV,  Um Conto quase de fadas, conhecido também como Vivendo um conto de fadas (If The Shoe Fits),um filme estadunidense com direção de Tom Clegg. Fez mais dois filmes para TV nesse mesmo ano, Murder in Mississippi e Criminal Justice. 
Nesse mesmo ano, Jennifer Grey submeteu-se a uma rinoplastia mal-sucedida, ela precisou de uma segunda cirurgia plástica para reparar o dano. Da experiência, ela disse, "Eu fui para a sala de cirurgia como uma celebridade - e saí completamente anônima. Era como estar em um programa de proteção a testemunhas ou ser invisível". Na época Jennifer considerou a hipótese de começar uma nova carreira, com um novo nome. “Wanda West” porém desistiu da ideia e manteve seu verdadeiro nome. 
Em 1991, mais um filme feito para TV, Assassinato No Kenya (Eyes Of A Witness), ao lado de Daniel Travanti, Carl Lumbly e Daniel Gerroll. Em 1992, participou do filme, Wind - A Força dos Ventos, que concorreu ao Globo de Ouro,uma superprodução de Francis Ford Coppola, interpretando a personagem Kate Bass, ao lado dos atores: Matthew Modine,  Cliff Robertson e Jack Thompson.
Em 1993, estreou sua única participação no teatro da Broadway em Twilight of the Golds, aonde interpretava Suzanne, ao lado de artistas como Raphael Sbarge  e David Groh. Em 1994, Jennifer teve uma participação especial no seriado “Friends” como a personagem Mindy, amiga de Rachel, personagem vivida por Jennifer Aniston. “Friends” estava em seu auge como uma das sitcoms de maior audiência mundial e Jennifer imaginou que sua aparição a projetaria positivamente marcando seu retorno ao show-business, porém, novamente, não foi reconhecida.
Em 1995, ela contracenou com com Shirley MacLaine, Liza Minnelli e Kathy Bates no filme para televisão, feito pela CBS -  The West Side Waltz, adaptado por Ernest Thompson. Em 1999, ela reapareceu no sitcom, exibido pela ABC -  It's Like, You Know... representando uma variação de si mesma, fez o papel de uma atriz desconhecida chamada “Jennifer Grey”, que zomba de si, narrando a estória de uma rinoplastia que fora exaustivamente explorada pela mídia.
Em 2001, viveu a personagem Janice Guerrero, um papel pequeno, no drama “Mais que o Acaso” (Bounce), protagonizado por Ben Affleck e Gwyneth Paltrow. Em 2006, protagonizou ao lado do marido Clark Gregg, o filme feito para a TV “Road To Christmas”, sem título em Português. Em 2007, Jennifer Grey apareceu como Daphne, noiva de Meyer, na série da HBO – John from Cincinnati, é uma série de televisão dos Estados Unidos que contém apenas 1 temporada com 10 episódios.
Em 2009, participou da série, The New Adventures of Old Christine, como a personagem Tracey. Em 2010, participou da série House. Também em 2010 participou do programa de televisão Dancing With The Stars, com o dançarino Derek Hough, e eles foram os vencedores.

## Vida pessoal

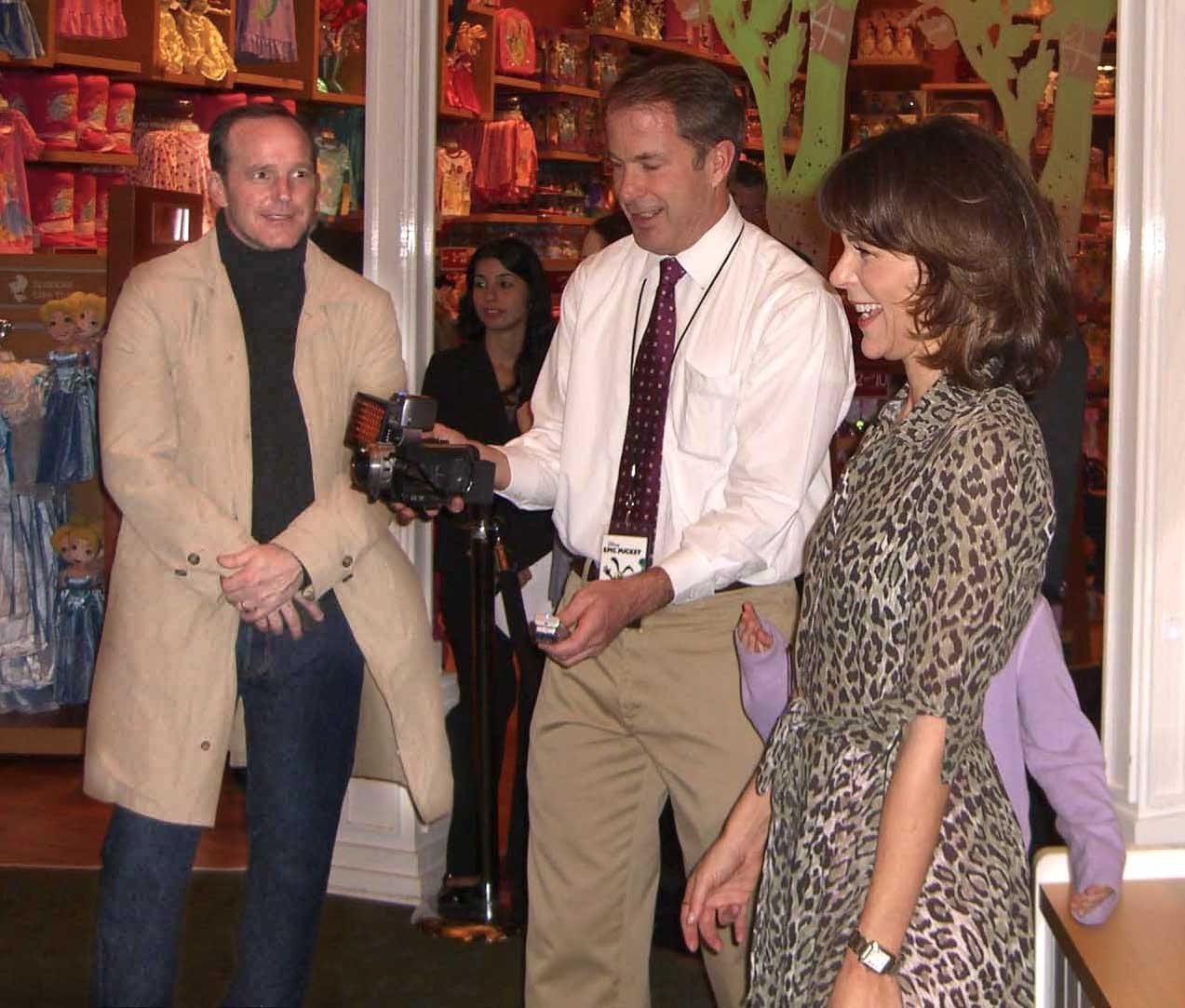
Clark Gregg (à esquerda) e Jennifer Grey (à direita), em 2010. Fotografados por Luigi Novi, durante o lançamento do video game Epic Mickey, no Times Square Disney Store, em Manhattan, Nova Iorque, EUA.

Gray também se envolveu romanticamente com os atores Michael J. Fox, Johnny Depp, William Baldwin e então assessor do presidente Clinton, George Stephanopoulos. Ela se casou com o ator/diretor Clark Gregg em 21 de julho de 2001. Eles têm uma filha. Eles moravam em Venice, Califórnia.

## Trabalhos
- The Cotton Club, 1984
- Reckless, 1984 (Cathy Bennario)
- American Flyers, 1984
- Red Dawn, 1984 (Toni Mason)
- Ferris Bueller's Day Off, 1986 (Jeanie)
- Dirty Dancing, 1987 (Frances "Baby" Houseman-protagonista)
- Light Years, 1988 (airelle) voice
- Assassinato no Mississippi, 1990 (Rita Schwerner, mulher de Michael Schwerner)
- If the Shoe Fits, 1990 (Kelly Carter)
- Bloodhounds of Broadway, 1991
- Wind, 1992 (Kate Bass)
- Friends, (Mindy) 1994
- Reckless, 1995
- Lover's Knot, 1996
- Portraits of a Killer, 1996
- Red Meat, 1997
- Bounce, 2000 (Janice Guerrero)
- O Ritual, 2002 (Dr. Alice Dodgson)
- House MD, 2010